# 第104戦闘航空団
第104戦闘航空団(ドイツ語: Jagdgeschwader 104)は、ドイツ空軍の戦闘航空団の一つ。

## 概要
第104戦闘航空団(JG104)は第4戦闘機学校から独立する形で1943年3月20日にフュルト＝ヘルツォーゲンアウラハで組織された。1944年4月6日にはロートに拠点が移されている。
JG104は専らパイロットの養成に当たっており、終戦直前の1945年4月28日に解散した。

## 歴代の指揮官

### 航空団司令
- ハンス・トリューベンバッハ少佐 (1943年3月20日 - 1943年9月25日)
- アルフレート・ミュラー中佐 (1943年9月26日 - 1944年4月26日)
- ハンス・トリューベンバッハ中佐 (1944年4月27日 - 1944年8月7日)
- ラインハルト・ザイラー（英語版）中佐 (1944年8月8日 - 1945年4月28日)

### 飛行隊長

#### 第I飛行隊
- フリードリヒ＝カール・リナウ少佐 (1943年3月20日 - 1943年6月27日)
- ヘルマン・ホルヴェーク大尉 (1943年5月1日 - 1943年6月27日)
- カール＝ハインツ・マイヤー少佐 (1943年6月28日 - 1944年4月14日)
- ギュンター・リューベル大尉 (1944年8月15日 - 1945年4月28日)

#### 第II飛行隊
- ロルフ・ヘルミヒェン（英語版）少佐 (1944年10月15日 - 1945年1月10日)
- フリードリヒ＝カール・リナウ少佐 (1945年1月11日 - 1945年4月28日)